# Napster session: Rachael Yamagata
Napster Sessions (Exclusive Download) to EP'ka amerykańskiej wokalistki Rachael Yamagata składająca się z czterech utworów zarejestrowanych na żywo w Napster. Album dostępny był wyłącznie drogą internetową. Na rynku od 2005 roku.

## Lista utworów
1. "Be Be Your Love"
2. "Meet Me By The Water"
3. "Worn Me Down"
4. "Would You Please"